# 商業管理
商业管理是监督和处理一个组织在交换商品、服务或其他有价值资产的过程中所涉及的职能和活动，包括所有创造收入的活动；其目的是实现和保持盈利，同时最小化风险和成本。换句话说，商业管理是识别和发展商业机会，以及项目和合同从开始到完成的利润管理。

## 概述
商业是指实体与其客户、供应商或合作伙伴之间交换商品、服务或价值的行为。因此，组织所有与采购、销售或创收相关的活动都被归类为商业活动，并且对这些活动进行有效的管理是必要的。
商业管理涉及对组织的资源、投资和市场机会所进行的优化，同时将组织的风险和成本最小化。它侧重于开发和维护高效的商业流程，以确保组织最大的盈利能力和服务水平，以及最高的流程质量。并将组织目标与其的日常运营相对接，从而实现长期的可持续发展。因此，在竞争日益激烈的市场中，商业管理在塑造组织的业务格局，以及利用相互合作推动增长和创新方面发挥着重要作用。首席商务官是一个组织在商务管理方面的最高负责人，负责监督和指导企业在营销、销售、供应链、物流、财务、产品开发和与客户之间的关系等关键商务管理领域的活动与发展。
虽然商业管理和企业管理有很多相似之处，但商业管理采用的是更专业的方法，其更侧重于指导组织的商业运作；而企业管理则包括对公司整体职能进行的更广泛的监督。